# Steinpaare von Barryshall
Die Steinpaare von Barryshall (irisch Múchnaigh) stehen östlich vom Barryshall Country House, südwestlich von Timoleague im County Cork in Irland. Auf dem Weideland unmittelbar östlich des Hauses befinden sich zwei Gruppen von Steinen.
Die westliche Gruppe ist ein Steinpaar. Die Nordost-Südwest orientierten Steine stehen 2,2 Meter auseinander. Der südwestliche Stein ist 2,65 Meter hoch und 1,8 Meter breit. Der kleinere Stein ist nur 1,2 Meter hoch und 0,55 Meter breit. 
Etwa 50 Meter nordöstlich befinden sich zwei Menhire (englisch Standing stones) im Abstand von 1,8 m. Der höhere Stein ist 1,63 Meter hoch und 1,07 Meter breit. Der hohe Stein könnte Teil der Steinreihe sein, da er in der Ausrichtung zu dem Steinpaar liegt, aber der niedrige, klobige, etwas verkippte Stein ist anders ausgerichtet als die übrigen Steine auf dem Feld.